# Jan Kock
Jan Andersen Kock (født 1944 i Sønderborg) er en dansk arkæolog. Han læste forhistorisk Arkæologi på Aarhus Universitet og var en af initiativtager til, at faget Middelalderarkæologi blev oprettet. 
I 1974 blev han Mag. art. og fik  udmiddelbart efter stilling som museumsinspektør på Aalborg Historiske Museum. 
Fra 1993 til 1995 var Jan Kock projektkommissær for udstillingen "Kongelige Glas". Udstillingen blev vist på Christiansborg Slot i sommeren 1995 og bagefter på Koldinghus, Oslo og Corning Museum of Glass i USA.
Fra  1995 til sin pensionering i 2014 var Jan Kock ansat først som lektorvikar, dernæst som forskningslektor og endelig som lektor ved Afdeling for Middelalderarkæologi ved Aarhus Universitet. Her fortsætter han som lektor emeritus sit forskningsarbejde.
Han har skrevet mange artikler og bøger om middelalderarkæologiske og kulturhistoriske emner, men er særligt interesseret i borge og glas.